# Elveszett kozmonauták
Az elveszett kozmonauták (elveszett űrhajósok, fantoműrhajósok) olyan szovjet űrhajósok, akikről azt feltételezik, hogy jártak a világűrben, de eközben halálos balesetet szenvedtek, és ezért sikertelen űrutazásukat a szovjet hatóságok eltitkolták.
Az elmélet alapja az, hogy Szovjetunió és az Egyesült Államok között az 1950-es évek végétől kialakult űrversenyben a szovjet űrprogramot, főleg annak kudarcait, titoktartás övezte, és többnyire csak a propagandacélokra kihasználható – egyébként jelentős – sikerek kerültek nyilvánosságra. Emiatt észszerű volt a feltételezés, hogy ha történt volna halálos baleset az űrkísérletek során, akkor az arról szóló hír nem került volna nyilvánosságra. Az így keletkezett információs űrt aztán betöltötték a különböző pletykák, feltételezések és álhírek.
A szovjet űrprogram kudarcairól a Szovjetunió felbomlása után nyilvánosságra kerültek korábban eltitkolt információk, és kiderültek addig ismeretlen részletek a szovjet időkben már nyilvánosságra hozott űrbalesetekről, de az elveszett kozmonauták létezéséről nem került elő megbízható bizonyíték.

## Feltételezett balesetek
- A Pravda angol kiadásának 2001 áprilisi számában Gagarin űrrepülésének negyvenedik évfordulóján megjelent egy cikk[forrás?], hogy az első űrutazást megelőzően legalább hárman életüket vesztették. Erre a következő, meg nem erősített állításokkal találtak igazolási alapot:
- 1959 decemberében egy magas rangú csehszlovák összekötő tiszt[pontosabban?] fontos adatokat szivárogtatott ki.[forrás?] Ezek szerint 1957-ben Alekszej Ledovszkijt, később pedig Andrej Mitkovot egy átalakított R-5A-rakétában kilőtték a világűrbe.
- Hermann Oberth amerikai hírszerzési forrásokra hivatkozva azt állította 1959-ben,[3] hogy egy szovjet pilótát halálos baleset ért 1958 végén.
- A jelentésekben[pontosabban?] szó volt egy bizonyos Marija Gromováról is, akit kilőttek szuborbitális pályára, de utána nem hallottak többé róla. Ha az eset igaz, akkor Gromova volt az első nő a világűrben, másrészt viszont visszatérni nem tudott, így a repülés kudarcot vallott.
- Robert A. Heinlein tudományos-fantasztikus író 1960-ban Vilniusban járt, ahol a szovjet Vörös Hadsereg kadétjai örömmel újságolták neki, hogy a szovjetek embert juttattak a világűrbe, ám a hivatalos szervek még aznap következetesen elkezdték tagadni ennek tényét.[forrás?] A valóságban 1960. május 15-én a Szputnyik–4 pályára állítására került sor. A NASA adatbázisa szerint ebben az ember nélküli űrhajóban működőképes életfenntartó rendszer (oxigén, fűtés) volt, és egy életnagyságú emberi bábu is helyet kapott. A rádiós kapcsolat ellenőrzése céljából a fedélzeten magnóról hangok is szóltak. A Szputnyik–4 visszatérése a földre valóban sikertelen volt; az űrhajó két évvel később égett el a légkörben.[4]
- 1962-ben az amerikaiak részéről Barney Oldfield ezredes bejelentette, hogy körülbelül két éve kering az űrben egy űrjármű, amely a rakétáinak meghibásodása miatt nem tért vissza a Földre.[forrás?]
- Iván Kacsur űrhajósról 1960-tól kezdve nincs több információ az adatbázisban, eltűnése rejtélyes.[forrás?]
- 1960-ban Gennegyij Zavadovszkij még mint a légierő extrém magasságokból végrehajtott ejtőernyős ugrója szerepelt. Később azonban az űrhajózás hősi halottai közé vették fel a nevét,[forrás?] anélkül, hogy a halál okát és időpontját megnevezték volna.
- Egy feltételezett házaspár, Ludmilla és Nyikolaj (vagy Anatolij) Tokov is eltűntek. Létezésük bizonyítékául egy, az eget rádióantennákkal kémlelő olasz testvérpár Torre Bertben rögzített felvételét szokták példaként felhozni. Az antennákkal befogták egy, a Föld körül keringő jármű adását, melyben egy kétségbeesett és összezavarodott női hangot lehet hallani orosz nyelven beszélve, aki képtelen volt visszatérni a Föld légkörébe. A hangot tulajdonítják Ludmillának, noha a neve sehol sincs megemlítve.
- Gennagyij Mihajlov szívroham következtében halhatott meg a világűrben 1961-ben. A nyugati lapok szerint ő volt a Szputnyik–7 pilótája, noha a szovjetek szerint ez egy sikertelen Vénusz-szonda volt. A Torre Bert-i megfigyelők azonban állításuk bizonyításául általuk felvett lélegzés és szívdobogás rádiós jeleit hozzák fel.
- 1961 februárjában Föld körüli pályára lőhettek fel egy házaspárt. A keringő objektum rendszeresen sugározta a sikeres pályán keringés jeleit. Állítólag február 24-én a házaspár látott valamit az űrjárműből, amit feltétlenül meg kellett osztaniuk a szovjet űrprogram vezetőivel. Hogy mi volt az, nem tudni, de a kapcsolat megszakadt velük. Torre Bert-ben állítólag egyre gyengülő SOS-jeleket fogtak, ami szerintük annak a bizonyítéka, hogy az űrjármű kisodródott a mélyűrbe.[forrás?]
- Valentyin Bondarenko a földi kísérletek során vesztette életét az oxigénkamrában kialakult tűzben. Mivel nevét annak ellenére törölték az űrprogramból, hogy egy ígéretes tehetség volt, felröppentek a pletykák, de az 1980-as évekre kiderült az igazság.[5]
- Alekszej Belokonyev állítólag egy háromfős csapat vezetőjeként járt 1962-ben az űrben. A Torre Bert-i adóval befogott adások tanúsága szerint az űrjármű fedélzetén tartózkodók aggódnak amiatt, hogy senki nem válaszol nekik, pedig a helyzet romlik, s a világ sosem fog tudni róluk.[6]

## Bizonyítottan hamis esetek
- Iván Isztocsnyikov és kutyája a felröppent történetek és fényképek alapján a Szojuz–2 pilótái voltak. Azonban 1968-ban egy sajnálatos balesetet követően létezésüket eltitkolták. Hamar kiderült azonban, hogy a Szojuz-2 ember nélküli program volt, a bizonyítéknak szánt fényképek pedig közönséges hamisítványok.
- Pável Popovics és Vitalij Szevasztyanov állítólag a Zond 6 fedélzetén az Apollo–8 előtt megkerülték hétszer a Holdat. Az információ tévesnek bizonyult: az űrverseny hevében röppentek fel ilyen pletykák, a Zond pedig nem volt alkalmas emberek szállítására.
- Andrej Mikoján neve felbukkan a balszerencsés N1 rakéta felrobbanásánál is, mint az egyik kozmonauta. Igaz, a történet egyik variációjában fellőtték az űrbe, de a Hold körüli pályára már nem tudott állni, és ezért elveszett a világűrben. A történet elterjedését egy amerikai tv-sorozat segítette elő, valóságalapja nincs.
- Egy régi hoax szerint a Szovjetunió összeomlásakor a Mir űrállomáson rekedtek űrhajósok, akiket nem tudtak lehozni. Egy másik változatban megpróbáltak visszarepülni a Földre, sikertelenül. Egy norvég rövidfilm szolgáltatta a történethez az alapot.
- Pjotr Dolgov, a szovjet légierő ezredese a pletykák szerint[forrás?] 1960. október 11-én halálos balesetet szenvedett egy sikertelen űrrepülési kísérlet közben. Halála azonban 1962-ben következett be, egészen más okból: mintegy 30 ezer méteres magasságból kísérelt meg ejtőernyős ugrást, ám kiugráskor megsérült a védőruhája, és a fellépő nyomáskülönbség végzett vele.[forrás?] Alekszej Gracsov űrhajós halálát hasonló körülmények számlájára írják.[forrás?]
- Vlagyimir Iljusin állítólag öt nappal megelőzte Gagarint az űrben. Az, hogy mégsem ő az első ember az űrben, a teóriák állítói szerint az, hogy Kína területén ért földet az űrkapszulája, egy apró malőr miatt. Mivel a hidegháború ezen szakaszában a két ország viszonya fagyos volt, az esetet eltussolták, és Gagarin került a reflektorfénybe. A történet valóságalapját azóta számtalan tény cáfolta (pl. hogy Iljusin nem is lehetett űrhajós, korábbi autóbalesetéből eredő lábsérülése miatt). Iljusin 2010-ben bekövetkezett haláláig nem nyilatkozott az ügyben.[forrás?]
- Azt is tudni vélték, hogy Jurij Gagarin és társa, Vlagyimir Szerijogin valójában nem repülőgép-szerencsétlenségben haltak meg. A szovjet űrprogram ekkoriban az ember Holdra juttatásán dolgozott, és a két űrhajós valójában a Zond–4 fedélzetén sikeresen megkerülte a Holdat, majd balszerencsésen a Földbe csapódott, s mindketten szörnyethaltak. A Zond–4 a hivatalos adatok szerint azonban nem emberekkel szervezett misszió volt.[forrás?]
- Bár a szovjetek elvesztették a Holdra szállásért folytatott versenyt, állítólag az utolsó pillanatokban be szerettek volna előzni. 1969 júliusának elején egy módosított Szojuz-űrhajóval célba vették a Holdat, az újonnan kifejlesztett, de kipróbálatlan N1-rakétával. Az eset azonban balszerencsésen végződött: a rakéta az indítóálláson felrobbant, s a két ismeretlen űrhajós szörnyethalt. Később bebizonyosodott, hogy a kérdéses Szojuz-modellt nem embereknek tervezték.
- Egyesek szerint a Luna és a Lunohod programok során is öngyilkos küldetéseket vállaltak egyesek, a visszatérés reménytelenségét is belekalkulálva. Ezt a hírt könnyedén megcáfolták. Se a Luna, se a Lunohod nem rendelkezett annyi szabad hellyel, ami egy ember számára elég lenne, nem is beszélve a létfenntartó berendezésekről.

## Fordítás
Ez a szócikk részben vagy egészben  a   Lost Cosmonauts című angol Wikipédia-szócikk ezen változatának fordításán alapul.  Az eredeti cikk szerkesztőit annak laptörténete sorolja fel. Ez a jelzés csupán a megfogalmazás eredetét és a szerzői jogokat jelzi, nem szolgál a cikkben szereplő információk forrásmegjelöléseként.